# Insuetifurca
Genre
Insuetifurca est un genre de tardigrades de la famille des Macrobiotidae.

## Liste des espèces
Selon Degma, Bertolani et Guidetti, 2013 :
- Insuetifurca arrowsmithi (Kathman & Nelson, 1989)
- Insuetifurca austronipponica Abe, 2005
- Insuetifurca fujiense (Ito, 1997)
- Insuetifurca xiae (Li, Su & Yu, 2004)

## Publication originale
- Guidetti & Pilato, 2003 : Revision of the genus Pseudodiphascon (Tardigrada, Macrobiotidae), with the erection of three new genera. Journal of Natural History, vol. 37, no 14, p. 1679-1690.